# 黄杨叶芒毛苣苔
黄杨叶芒毛苣苔（学名：Aeschynanthus buxifolius），为苦苣苔科芒毛苣苔属下的一个植物种。其种加词“buxifolius”意为“叶形像黄杨叶的”。